# 2017 en Ukraine
Chronologie de l'Ukraine
- 2013
- 2014
- 2015
- 2016
- 2017
- 2018
- 2019
- 2020
- 2021

Cette page concerne les évènements survenus en 2017 en Ukraine  :

## Évènement
- Guerre du Donbass (depuis 2014)
  - 29 janvier-4 février : Bataille d'Avdiïvka
- À partir de mai : Cyberattaque NotPetya
- 26 septembre : Explosion du dépôt de munitions de Kalynivka
- 20-24 novembre : Coup d'État à Louhansk

## Sport
- Championnat d'Ukraine de football de deuxième division 2016-2017
- Championnat d'Ukraine de football de deuxième division 2017-2018
- Championnat d'Ukraine de rugby à XV 2017
- Championnat d'Ukraine de football 2016-2017
- Championnat d'Ukraine de football 2017-2018
- Coupe d'Ukraine de football 2016-2017
- Coupe d'Ukraine de football 2017-2018
- Ligue d'Europe de l'Est de rugby à XV 2017
- Supercoupe d'Ukraine de football 2017
- Championnats d'Europe de boxe amateur 2017
- Championnats d'Europe de plongeon 2017
- Participation de l'Ukraine aux Jeux mondiaux de 2017

## Culture
- L'Ukraine organise le concours Eurovision de la chanson

### Sortie de film
- Black Level ;
- Slovo House ;
- Easy - Un viaggio facile facile ;
- Falling ;
- La Forteresse.

## Création
- BC Ternopil (en)
- Black Sea Security (en) (magazine)
- Dzyga d'or (prix cinématographique)
- SK Dnipro-1

## Dissolution
- Équipe cycliste ISD-Jorbi Continental
- Équipe cycliste Kolss
- FC Illichivets-2 Mariupol (en)

## Décès
- Likhtarev Ilya Aronovich (uk), biophysicien.
- Іvan Kobilkіn (uk), compositeur.
- Bogdán Kornelioúk (uk), militaire.
- Andrij Seweryn (uk), footballeur.
- Dmitro Stetsko (uk), peintre.